# 일동중학교 (광주)
일동중학교(日東中學校)는 대한민국 광주광역시 북구 일곡동에 있는 공립 중학교이다.

## 학교 연혁
- 1997년 5월 20일 : 일동중학교 설립인가 (24학급 남녀 공학)
- 1998년 3월 1일 : 초대 박희태 교장 취임
- 1998년 3월 1일 : 학칙 제정
- 1998년 3월 4일 : 일동중학교 개교
- 2019년 1월 10일 : 제19회 졸업식(182명) (총 5,569명)
- 2025년 3월 1일 : 제12대 우재학 교장 취임
- 2025년 3월 4일 : 제28회 입학식(145명)

## 참고 자료
- 일동중학교 - 한국교육학술정보원 학교알리미